# Rich Harrison
Rich Harrison, né en 1975 à Washington, DC, est un producteur et auteur-compositeur américain. Gagnant de Grammy Award, il est principalement producteur de RnB et hip-hop. Il est mieux connu pour la production de tubes comme 1 Thing (de Ameriie) et Crazy in Love (de Beyoncé avec Jay-Z).

## Biographie

### Jeunesse et débuts
Pianiste de formation classique et trompettiste, Harrison démontre dès le plus jeune âge une capacité exceptionnelle à jouer tout ce qu'il entend à la radio. Jeune, il est étudiant à l'université Howard à Washington et obtient un diplôme en histoire et en communication en 1997. Il a toujours été discret sur sa vie privée.
Son premier gros contrat vient en 1999 quand Harrison travaille avec Mary J. Blige sur Beautiful One pour son album Mary. En 2001, il crée sa propre société de production, Richcraft Inc., et écrit et produit immédiatement le premier album de Ameriie, All I Have. En 2004 il gagne un Grammy Award pour Crazy in Love de Beyoncé et une nomination pour l'album de Usher Confessions.  Harrison revient au début de 2005 avec 1 Thing de Amerie, de son album Touch, connu pour ses breakbeats contagieux et pour le chant non conventionnelle de Amerie. Un rythme similaire a été utilisé par Harrison pour le titre de Toni Braxton Take this Ring pour son album de 2005 Libra, ces deux pistes comprennent des éléments de go-go (principalement dans les passages forts, des batteries funky avec des percussions ajoutées). New York Times l'appelle « l'un des producteurs les plus passionnantes de RnB. »

### Activités actuelles
Harrison est actuellement impliqué dans des projets avec 50 Cent, Tweet, Missy Elliott, Eve, Young Steff et Dawn Robinson, et vient en aide à la sensation pop sud-coréenne Se7en avec son premier album américain assisté par son producteur Lionell Davis.
Harrison est approchée par de nombreux artistes pour aider les productions d'albums, mais il semble qu'il se concentre désormais son temps à ses propres artistes, comme Young Steff et le groupe féminin RichGirl. Il y a une possibilité qu'il soit présent sur l'album à venir de Toni Braxton. Les autres œuvres comprennent des pistes pour l'album solo très attendu de Claudette Ortiz, le dernier album des 3LW et des pistes qui peuvent apparaître sur le prochain album de 50 Cent. Il est signalé que Rich Harrison travaille de nouveau avec Jennifer Lopez pour son nouvel album Love?. Les nouvelles sont partis à partir de son tweet sur Twitter.

## Discographie

### Productions
- 1999 : Mary J. Blige - Mary : Beautiful One (coproduit avec Chucky Thompson)
- 2001 : Mary J. Blige - No More Drama : In the Meantime
- 2002 : Amerie - All I Have : Why Don't We Fall in Love, , Talkin' to Me, Nothing Like Loving You, Can't Let Go, Need You Tonight, Got to Be There, I Just Died, Hatin' on You, Float, Show Me, All I Have, Outro, Just What I Needed to See (Piste Bonus Japon)
- 2002 : Kelly Rowland - Simply Deep  : Can't Nobody
- 2003 : Tha' Rayne - Reign Supreme : Didn't You Know
- 2003 : Beyoncé - Dangerously in Love : Crazy in Love (avec Jay-Z), Be With You
- 2004 : Usher - Confessions : Take Your Hand
- 2004 : Destiny's Child - Destiny Fulfilled : Soldier (avec T.I. et Lil Wayne)
- 2005 : Jennifer Lopez - Rebirth : Get Right, Whatever You Wanna Do, Get Right (Remix) (avec Fabolous)
- 2005 : Christina Milian - Be Cool : Ain't No Reason
- 2005 : Amerie - Touch : 1 Thing, All I Need, Like It Used to Be, Talkin' About, Come With Me, Rolling Down My Face, 1 Thing (Remix) (featuring Eve), Why Don't We Fall in Love (Richcraft Remix)
- 2005 : Missy Elliott - The Cookbook : Can't Stop
- 2005 : Pussycat Dolls - PCD : I Don't Need a Man
- 2005 : Toni Braxton - Libra : Take this Ring
- 2006 : 3LW - Point of No Return : Do Ya
- 2006 : Christina Milian - So Amazin' : Wind You Up
- 2006 : Christina Aguilera - Back to Basics : Makes Me Wanna Pray
- 2006 : Beyoncé - B'Day :  Suga Mama, Freakum Dress, Creole (Piste Bonus Japon)
- 2006 : Diddy - Press Play : Making It Hard (avec Mary J. Blige)
- 2006 : Mos Def - Tru3 Magic :  Undeniable
- 2007 : Che'Nelle - Things Happen For a Reason : Summer Jam
- 2009 : RichGirl - TBA : 24's, Itty Bitty, He Ain't Wit Me Now (Tho)

### Non sorties
- 50 Cent : Then Days Went By
- 3LW : No Matter What, Senses
- Amerie : Love's Off the Chain
- Cynthia Lissette : Don't Wanna Go, What U Say
- Gwen Stefani : Parental Advisory
- Janet Jackson : Clap Your Hands, Pops Up, Put It On You, What Can I Say
- Mary J. Blige : Outta My Head
- Se7en : This is My Year (avec Fabolous)[5],[6]
- Usher : Whatever I Want (avec Mike Jones), Ride, Dat Girl Right There (avec Ludacris)
- Young Steff : Don't Trip, Dat Gurl Right, Put That on Everything